# Papuagrion ekari
Papuagrion ekari là một loài chuồn chuồn kim trong họ Coenagrionidae.
Loài này được xếp vào nhóm loài thiếu dữ liệu trong sách Đỏ của IUCN năm 2007.
Papuagrion ekari được Lieftinck miêu tả khoa học năm 1949.